# Џеритсвил (Мериленд)
Џеритсвил (енгл. Jarrettsville) насељено је место без административног статуса у америчкој савезној држави Мериленд.

## Демографија
По попису из 2010. године број становника је 2.916, што је 160 (5,8%) становника више него 2000. године.
| Група             | 2000.         | 2010.         |
| Белци             | 2.669 (96,8%) | 2.783 (95,4%) |
| Афроамериканци    | 32 (1,2%)     | 34 (1,2%)     |
| Азијати           | 8 (0,3%)      | 20 (0,7%)     |
| Хиспаноамериканци | 15 (0,5%)     | 30 (1,0%)     |
| Укупно            | 2.756         | 2.916         |